# Красная книга Республики Коми
Красная книга Республики Коми (коми Коми Республикалӧн Гӧрд небӧг) — официальный документ, содержащий свод сведений о состоянии, распространении и мерах охраны редких и находящихся под угрозой исчезновения видов (подвидов, популяций) растений, животных и других организмов, обитающих (произрастающих) на территории Республики Коми в естественных условиях.

## Издания
Первое издание вышло в 1998 году и включало 611 видов растений, грибов и животных (в том числе 240 — сосудистых растений, 154 — мохообразных, 32 — грибов, 78 — лишайников, 53 — беспозвоночных животных, 5 — рыб, 1 — амфибий, 3 — рептилий, 34 — птиц и 11 — млекопитающих).
Второе издание вышло в 2009 году и включает 535 видов растений, грибов и животных (в том числе 236 — сосудистых растений, 71 — мохообразных, 4 — водорослей, 42 — грибов, 82 — лишайников, 54 — беспозвоночных животных, 6 — рыб, 2 — амфибий, 33 — птиц и 5 — млекопитающих).
В 2019 году выпущено третье издание Красной книги в которое вошли 532, из них 464 объекты растительного мира и 68 — животные. Приказ Министерства природных ресурсов и охраны окружающей среды Республики Коми с обновлённым перечнем вышел 27 марта 2019 года.

## Категории статуса редкости
Критерии и категории статуса редкости видов (подвидов, популяций) дикорастущих растений и диких животных, занесённых в Красную книгу Республики Коми, соответствуют принятым в Красной книге Российской Федерации и определяются по следующей шкале:
- 0 «Вероятно исчезнувшие» — виды, известные ранее на территории (акватории) Республики Коми, нахождение которых в природе не подтверждено (для беспозвоночных животных — в последние 100 лет, для позвоночных — в последние 50 лет);
- 1 «Находящиеся под угрозой исчезновения» — виды, численность особей которых уменьшилась до критического уровня или число их местообитаний настолько сократилось, что они в ближайшее время могут исчезнуть;
- 2 «Сокращающиеся в численности» (распространении) — виды с неуклонно сокращающейся численностью и/или ареалом, которые при дальнейшем воздействии факторов, снижающих численность, могут в короткие сроки попасть в категорию находящихся под угрозой исчезновения;
- 3 «Редкие» — виды, которые имеют малую численность и распространены на ограниченной территории (или акватории) или спорадически распространены на значительных территориях (акваториях);
- 4 «Неопределённые по статусу» — виды, которые, вероятно, относятся к одной из предыдущих категорий, но достаточных сведений об их состоянии в природе в настоящее время нет, либо они не в полной мере соответствуют критериям всех остальных категорий;
- 5 «Восстанавливаемые и восстанавливающиеся» — виды, численность и распространение которых под воздействием естественных причин или в результате принятых мер охраны начали восстанавливаться и приближаться к состоянию, когда они не будут нуждаться в охране.

## Списки видов

### Растения и грибы
На 2019 год в Красную книгу внесены 464 вида растений и грибов (в скобках указана категория редкости).
- Trichoderma nybergianum — Триходерма Нюберга (3)
- Verpa conica — Шапочка коническая (3)
- Microstoma protractum — Микростома вытянутая (3)
- Sarcosoma globosum — Саркосома шаровидная (2)
- Bovista paludosa — Порховка болотная (3)
- Echinoderma echinaceum — Эхинодерма колючая (3)
- Cortinarius violaceus — Паутинник фиолетовый (3)
- Entoloma incanum — Энтолома седая (3)
- Chrysomphalina chrysophylla — Хризомфалина желтопластинковая (3)
- Cuphophyllus cinerellus — Гигроцибе пепельно-серая (3)
- Hygrophorus inocybiformis — Гигрофор волоконницевидный (3)
- Phaeocollybia festiva — Феоколлибия красивая (3)
- Baeospora myriadophylla — Беоспора тысячепластинковая (3)
- Clitocybula lignicola — Говорушечка древесинная (3)
- Crinipellis piceae — Кринипеллис еловый (3)
- Tectella patellaris — Тектелла блюдцевидная (3)
- Pluteus umbrosus — Плютей умбровый (3)
- Mythicomyces corneipes — Митикомицес корнеипес (3)
- Leucocortinarius bulbiger — Белопаутинник клубненосный (3)
- Omphaliaster borealis — Омфалиастер северный (3)
- Phyllotopsis nidulans — Вешенка оранжевая (3)
- Ripartites tricholoma — Рипартитес рядовковая (3)
- Elmerina caryae — Элмерина кариевая (3)
- Gyroporus cyanescens — Гиропор синеющий (3)
- Boletinus asiaticus — Болетинус азиатский (3)
- Boletinus spectabilis — Болетинус примечательный (3)
- Suillus acidus — Масленок кислый (3)
- Suillus americanus — Масленок американский (3)
- Suillus placidus — Масленок белый (3)
- Craterellus cornucopioides — Лисичка серая (3)
- Geastrum pectinatum — Звездовик гребенчатый (3)
- Clavariadelphus pistillaris — Клавариадельфус пестиковый (3)
- Clavariadelphus truncatus — Клавариадельфус усеченный (3)
- Ramaria fennica — Рамария финская (3)
- Ramaria karstenii — Рамария Карстена (3)
- Ramaria rubella — Рамария красноватая (3)
- Kavinia alboviridis — Кавиния бело-зеленая (3)
- Onnia tomentosa — Онния войлочная (4)
- Odonticium flabelliradiatum — Одонтициум веерно-лучевой (4)
- Kneiffiella abdita — Кнейффиелла скрывающаяся (3)
- Anomoloma albolutescens — Аномолома бело-желтая (4)
- Fomitopsis officinalis — Лиственничная губка (3)
- Neoantrodia infirma — Неоантродия ослабленная (3)
- Pycnoporellus alboluteus — Пикнопореллус бело-желтый (3)
- Ganoderma lucidum — Трутовик лакированный (3)
- Rigidoporus crocatus — Ригидопорус шафранно-желтый (3)
- Crustoderma longicystidiatum — Крустодерма длинноцистидная (3)
- Junghuhnia collabens — Юнгхуния сминающаяся (3)
- Phlebia coccineofulva — Флебия багряно-желтоватая (3)
- Phlebia griseoflavescens — Флебия серовато-желтоватая (3)
- Diplomitoporus crustulinus — Дипломитопорус корковый (3)
- Favolus pseudobetulinus — Фаволус ложноберезовый (3)
- Haploporus odorus — Гаплопорус пахучий (4)
- Perenniporia tenuis — Переннипория тонкая (4)
- Piloporia sajanensis — Пилопория саянская (3)
- Polyporus umbellatus — Полипорус зонтичный (3)
- Skeletocutis lilacina — Скелетокутис лиловый (3)
- Sparassis crispa — Спарассис курчавый (3)
- Artomyces cristatus — Артомицес гребенчатый (4)
- Bondarzewia mesenterica — Бондарцевия пленчатая (4)
- Hericium cirrhatum — Гериций курчавый (4)
- Lactarius alpinus — Млечник альпийский (3)
- Lactarius brunneoviolaceus — Млечник коричневато-фиолетовый (3)
- Lactarius dryadophilus — Млечник дриадолюбивый (3)
- Thelephora palmata — Телефора дланевидная (4)

- Arthonia arthonioides — Артония артониевидная (1)
- Felipes leucopellaeus — Фелипес беловатый (1)
- Acrocordia gemmata — Акрокордия почечная (3)
- Acolium inquinans — Аколиум грязный (3)
- Acolium karelicum — Аколиум карельский (3)
- Acolium sessile — Аколиум сидячий (1)
- Calicium abietinum — Калициум пихтовый (3)
- Calicium lenticulare — Калициум линзовидный (1)
- Anaptychia ciliaris — Анаптихия реснитчатая (3)
- Heterodermia speciosa — Гетеродермия красивая (1)
- Phaeophyscia constipata — Феофисция сжатая (3)
- Phaeophyscia endophoenicea — Феофисция красносердцевинная (3)
- Phaeophyscia hirsuta — Феофисция щетинистая (3)
- Phaeophyscia kairamoi — Феофисция Кайрамо (2)
- Cladonia acuminata — Кладония остроконечная (4)
- Cladonia luteoalba — Кладония желто-белая (3)
- Pilophorus robustus — Пилофорус мощный (2)
- Arctocetraria andrejevii — Арктоцетрария Андреева (3)
- Arctocetraria nigricascens — Арктоцетрария чернеющая (3)
- Bryoria bicolor — Бриория двухцветная (3)
- Bryoria fremontii — Бриория Фремонта (3)
- Cetraria laevigata — Цетрария сглаженная (3)
- Cetrelia olivetorum — Цетрелия оливковая (1)
- Hypogymnia austerodes — Гипогимния жестковатая (2)
- Masonhalea inermis — Масонхалеа безоружная (3)
- Melanelixia subargentifera — Меланэликсия серебристоносная (3)
- Menegazzia terebrata — Менегацция пробуравленная* (0)
- Parmelina tiliacea — Пармелина липовая (1)
- Pseudevernia furfuracea — Псевдеверния зернистая (3)
- Tuckermanopsis ciliaris — Тукерманопсис реснитчатый (3)
- Tuckneraria laureri — Тукнерария Лаурера (3)
- Usnea longissima — Уснея длиннейшая (1)
- Vulpicida juniperinus — Вульпицида можжевельниковая (3)
- Psora globifera — Псора шароносная (2)
- Psora rubiformis — Псора красноватая (4)
- Bellicidia incompta — Беллицидия лохматая (3)
- Cliostomum corrugatum — Клиостомум сморщенный (3)
- Cliostomum leprosum — Клиостомум лепрозный (3)
- Ramalina obtusata — Рамалина притупленная (2)
- Ramalina roesleri — Рамалина Рэслера (3)
- Stereocaulon dactylophyllum — Стереокаулон пальчатолистный (3)
- Stereocaulon sibiricum — Стереокаулон сибирский (3)
- Stereocaulon spathuliferum — Стереокаулон лопаточконосный (3)
- Stereocaulon symphycheilum — Стереокаулон сростногубый (3)
- Collema nigrescens — Коллема чернеющая (3)
- Collema subflaccidum — Коллема увядающая (3)
- Enchylium polycarpon — Энхилиум многоплодный (4)
- Leptogium burnetiae — Лептогиум Бурнета (3)
- Leptogium rivulare — Лептогиум приручейный (1)
- Scytinium fragrans — Сцитиниум пахучий (1)
- Scytinium tenuissimum — Сцитиниум наитончайший (3)
- Dendriscocaulon umhausense — Дендрискокаулон Умгаузена (1)
- Dendriscosticta wrightii — Дендрискостикта Райта (1)
- Lobaria hallii — Лобария Халла (1)
- Lobaria linita — Лобария смазанная (3)
- Lobaria pulmonaria — Лобария легочная (3)
- Nephroma helveticum — Нефрома швейцарская (2)
- Nephroma isidiosum — Нефрома изидиозная (3)
- Fuscopannaria confusa — Фускопаннария смешанная (2)
- Pannaria conoplea — Паннария шерстистая (2)
- Peltigera collina — Пельтигера холмовая (3)
- Peltigera elisabethae — Пельтигера Элизабета (3)
- Peltigera frippii — Пельтигера Фриппа (4)
- Peltigera horizontalis — Пельтигера горизонтальная (3)
- Peltigera kristinssonii — Пельтигера Кристинссона (3)
- Peltigera lyngei — Пельтигера Люнге (4)
- Solorina spongiosa — Солорина губчатая (3)
- Coenogonium luteum — Коеногониум желтый (1)
- Gyalecta kukriensis — Гиалекта кукрийская (3)
- Pertusaria hemisphaerica — Пертузария полушаровидная (3)
- Trapeliopsis viridescens — Трапелиопсис зеленоватый (3)
- Chaenotheca cinerea — Хенотека серая (1)
- Chaenotheca gracilenta — Хенотека стройная (2)
- Chaenotheca phaeocephala — Хенотека темноголовая (2)
- Sclerophora coniophaea — Склерофора темноконусная (3)
- Chaenothecopsis fennica — Хенотекопсис финский (2)
- Chaenothecopsis haematopus — Хенотекопсис кровавый (1)
- Chaenothecopsis vainioana — Хенотекопсис Вайнио (3)
- Sphinctrina anglica — Сфинктрина сдавленная (0)
- Sphinctrina turbinata — Сфинктрина волчковидная (1)
- Dermatocarpon rivulorum — Дерматокарпон ручейковый (3)
- Microcalicium ahlneri — Микрокалициум Алнера (2)
- Cheiromicina flabelliformis — Хеиромицина веерообразная (3)
- Multiclavula mucida — Мультиклавула слизистая (4)
- Lichenomphalia hudsoniana — Лихеномфалия гудзонская (3)

- Nostoc pruniforme — Носток сливовидный (3)
- Lemanea borealis — Леманея северная (3)
- Lemanea fluviatilis — Леманея речная (3)
- Chara contraria — Хара противоположная (3)
- Chara papillosa — Хара сосочковая (3)
- Chara strigosa — Хара щетинистая (3)
- Chara subspinosa — Хара почти-колючая (3)
- Nitella gracilis — Нителла стройная (3)
- Nitella wahlbergiana — Нителла Вальберга (3)
- Tolypella canadensis — Толипелла канадская (3)

- Haplomitrium hookeri — Гапломитриум Хукера (2)
- Riccia cavernosa — Риччия пещеристая (3)
- Fossombronia foveolata — Фоссомброния ямчатая (3)
- Metzgeria furcata — Мецгерия вильчатая (3)
- Porella platyphylla — Порелла плосколистная (3)
- Anastrophyllum michauxii — Анастрофиллум Мишо (3)
- Biantheridion undulifolium — Биантеридион волнистолистный (3)
- Schizophyllopsis sphenoloboides — Шизофилопсис сфенолобойдный (3)
- Arnellia fennica — Арнеллия финская (3)
- Cephalozia macounii — Цефалозия Макоуна (2)
- Cephaloziella integerrima — Цефалозиелла цельнокрайная (2)
- Oleolophozia perssonii — Олеолофозия Перссона (3)
- Protolophozia elongata — Протолофозия удлиненная (2)
- Nardia breidleri — Нардия Брейдлера (4)
- Prasanthus suecicus — Празантус шведский (3)
- Harpanthus scutatus — Гарпантус щитовидный (3)
- Mesoptychia rutheana — Мезоптихия Руте (3)
- Kurzia pauciflora — Курция малоцветковая (3)
- Heterogemma laxa — Гетероджемма рыхлая (3)
- Lophozia ascendens — Лофозия восходящая (3)
- Lophoziopsis pellucida — Лофозиопсис прозрачный (3)
- Odontoschisma denudatum — Одонтосхизма оголенная (3)
- Odontoschisma elongatum — Одонтосхизма удлиненная (3)
- Scapania apiculata — Скапания заостренная (3)
- Scapania nemorea — Скапания дубравная (3)
- Scapania spitsbergensis — Скапания шпицбергенская (3)
- Scapania umbrosa — Скапания теневая (3)
- Schistochilopsis hyperarctica — Шистохилопсис высокоарктический (3)
- Sphagnum pulchrum — Сфагнум красивый (3)
- Discelium nudum — Дисцелиум голый (3)
- Encalypta affinis — Энкалипта родственная (3)
- Encalypta brevicolla — Энкалипта короткошейковая (3)
- Codriophorus acicularis — Кодриофорус игловидный (3)
- Codriophorus fascicularis — Кодриофорус пучковатый (2)
- Grimmia mollis — Гриммия мягкая (3)
- Seligeria campylopoda — Зелигерия согнутоножковая (4)
- Seligeria donniana — Зелигерия Дона (4)
- Seligeria pusilla — Зелигерия крошечная (4)
- Dicranum drummondii — Дикранум Драммонда (3)
- Dicranum viride — Дикранум зеленый (2)
- Fissidens gracilifolius — Фиссиденс изящнолистный (2)
- Fissidens pusillus — Фиссиденс крошечный (2)
- Fissidens rufulus — Фиссиденс рыжеватый (3)
- Fissidens viridulus — Фиссиденс зеленоватый (3)
- Dicranodontium denudatum — Дикранодонциум голый (4)
- Didymodon tophaceus — Дидимодон туфовый (2)
- Tortella inclinata — Тортелла наклоненная (2)
- Cnestrum alpestre — Кнеструм приальпийский (3)
- Cnestrum schisti — Кнеструм сланцевый (3)
- Cynodontium asperifolium — Цинодонциум шероховатолистный (2)
- Cynodontium bruntonii — Цинодонциум Брунтона (4)
- Cynodontium fallax — Цинодонциум ложный (3)
- Schistostega pennata — Схистостега перистая (3)
- Meesia longiseta — Меезия длинноножковая (3)
- Tayloria acuminata — Тэйлория длиннозаостренная (4)
- Ulota curvifolia — Улота криволистная (3)
- Pohlia elongata var. greenii — Полия удлиненная (3)
- Pohlia ludwigii — Полия Людвига (3)
- Cinclidium arcticum — Цинклидиум арктический (3)
- Plagiomnium confertidens — Плагиомниум густозубчатый (3)
- Campylophyllum halleri — Кампилофиллум Галлера (3)
- Ochyraea norvegica — Охырая норвежская (3)
- Pseudocalliergon trifarium — Псевдокаллиергон трехрядный (3)
- Anomodon longifolius — Аномодон длиннолистный (3)
- Rhynchostegium murale — Ринхостегиум стенной (3)
- Heterocladium dimorphum — Гетерокладиум диморфный (3)
- Neckera pennata — Неккера перистая (3)
- Myurella sibirica — Миурелла сибирская (2)
- Myurella tenerrima — Миурелла нежная (3)
- Lescuraea mutabilis — Лекереа изменчивая (3)
- Lescuraea radicosa — Лекереа войлочная (3)

- Lycopodiella inundata — Плаунок заливаемый (3)
- Isoetes lacustris — Полушник озерный (3)
- Isoetes setacea — Полушник щетинистый (2)
- Asplenium ruta-muraria — Костенец постенный (2)
- Asplenium viride — Костенец зеленый (3)
- Rhizomatopteris sudetica — Корневищник судетский (1)
- Botrychium boreale — Гроздовник северный (2)
- Botrychium lanceolatum — Гроздовник ланцетовидный (2)
- Botrychium virginianum — Гроздовник виргинский (3)
- Cryptogramma crispa — Криптограмма курчавая (2)
- Cryptogramma stelleri — Криптограмма Стеллера (3)
- Dryopteris cristata — Щитовник гребенчатый (3)
- Dryopteris filix-mas — Щитовник мужской (3)
- Dryopteris fragrans — Щитовник пахучий (3)
- Polystichum lonchitis — Многорядник копьевидный (3)
- Polypodium vulgare — Многоножка обыкновенная (3)
- Thelypteris palustris — Телиптерис болотный (3)
- Woodsia alpina — Вудсия альпийская (1)
- Woodsia glabella — Вудсия гладкая (3)
- Woodsia ilvensis — Вудсия эльбская (3)
- Pinus sibirica — Сосна сибирская (2)
- Sagittaria natans — Стрелолист плавающий (3)
- Allium angulosum — Лук угловатый (3)
- Allium strictum — Лук торчащий (3)
- Carex alba — Осока белая (3)
- Carex atrata — Осока черноватая (2)
- Carex atrofusca — Осока чернобурая (3)
- Carex bergrothii — Осока Бергрота (2)
- Carex caucasica — Осока кавказская (2)
- Carex contigua — Осока соседняя (4)
- Carex echinata — Осока ежистоколючая (4)
- Carex flacca — Осока повислая (4)
- Carex flava — Осока желтая (4)
- Carex glacialis — Осока ледниковая (3)
- Carex krausei — Осока Краузе (3)
- Carex laxa — Осока рыхлая (4)
- Carex marina — Осока морская (4)
- Carex misandra — Осока нижнетычинковая (4)
- Carex mollissima — Осока мягчайшая (3)
- Carex obtusata — Осока притупленная (3)
- Carex omskiana — Осока омская (4)
- Carex ornithopoda — Осока птиценожковая (3)
- Carex pediformis — Осока стоповидная (3)
- Carex pseudocyperus — Осока ложносытевая (3)
- Carex williamsii — Осока Уильямса (2)
- Eleocharis austriaca — Болотница австрийская (4)
- Eleocharis quinqueflora — Болотница пятицветковая (3)
- Eleocharis ovata — Болотница яйцевидная (4)
- Kobresia myosuroides — Кобрезия мышехвостниковая (4)
- Kobresia simpliciuscula — Кобрезия простая (4)
- Rhynchospora alba — Очеретник белый (3)
- Iris sibirica — Ирис сибирский (3)
- Juncus stygius — Ситник стигийский (3)
- Gagea samojedorum — Гусиный лук ненецкий (3)
- Tofieldia coccinea — Тофиельдия краснеющая (3)
- Calypso bulbosa — Калипсо луковичная (3)
- Cypripedium calceolus — Венерин башмачок настоящий (3)
- Cypripedium guttatum — Венерин башмачок пятнистый (3)
- Dactylorhiza baltica — Пальчатокоренник балтийский (3)
- Dactylorhiza cruenta — Пальчатокоренник кровавый (3)
- Dactylorhiza incarnata — Пальчатокоренник мясо-красный (3)
- Dactylorhiza traunsteineri — Пальчатокоренник Траунштейнера (3)
- Epipactis atrorubens — Дремлик темно-красный (3)
- Epipactis helleborine — Дремлик широколистный (3)
- Epipactis palustris — Дремлик болотный (2)
- Epipogium aphyllum — Надбородник безлистный (2)
- Gymnadenia conopsea subsp. alpina — Кокушник альпийский (1)
- Hammarbya paludosa — Гаммарбия болотная (2)
- Leucorchis albida — Леукорхис беловатый (3)
- Liparis loeselii — Липарис Лезеля (2)
- Malaxis monophyllos — Мякотница однолистная (3)
- Agrostis korczaginii — Полевица Корчагина (3)
- Alopecurus glaucus — Лисохвост сизый (3)
- Brachypodium pinnatum — Коротконожка перистая (3)
- Bromopsis vogulica — Кострец вогульский (3)
- Cinna latifolia — Цинна широколистная (3)
- Elymus transbaicalensis — Пырейник забайкальский (1)
- Festuca pohleana — Овсяница Поле (2)
- Festuca pseudodalmatica — Овсяница ложнодалматская (1)
- Glyceria maxima — Манник большой (4)
- Koeleria asiatica — Тонконог азиатский (3)
- Koeleria pohleana — Тонконог Поле (2)
- Poa glauca — Мятлик сизый (3)
- Poa urssulensis — Мятлик урсульский (3)
- Pseudoroegneria reflexiaristata — Ложнорегнерия отогнутоостая (2)
- Schizachne callosa — Схизахна мозолистая (1)
- Scolochloa festucacea — Тростянка овсяницевая (2)
- Vahlodea atropurpurea — Валодея темно-пурпурная (3)
- Potamogeton crispus — Рдест курчавый (3)
- Potamogeton filiformis — Рдест нитевидный (3)
- Potamogeton trichoides — Рдест волосовидный (4)
- Sparganium microcarpum — Ежеголовник мелкоплодный (3)
- Oenanthe aquatica — Омежник водный (3)
- Phlojodicarpus villosus — Вздутоплодник мохнатый (1)
- Seseli condensatum — Жабрица густоцветковая (3)
- Antennaria villifera — Кошачья лапка ворсоносная (3)
- Arnica iljinii — Арника Ильина (3)
- Artemisia borealis — Полынь северная (3)
- Artemisia norvegica — Полынь норвежская (3)
- Artemisia sericea — Полынь шелковистая (1)
- Aster alpinus — Астра альпийская (3)
- Cirsium helenioides — Бодяк девясиловидный (3)
- Crepis chrysantha — Скерда золотистая (3)
- Crepis multicaulis — Скерда многостебельная (3)
- Crepis praemorsa — Скерда тупокорневищная (2)
- Dendranthema zawadskii — Дендрантема Завадского (2)
- Erigeron silenifolius — Мелколепестник смолевколистный (2)
- Inula salicina — Девясил иволистный (3)
- Petasites sibiricus — Белокопытник сибирский (3)
- Saussurea parviflora — Соссюрея малоцветковая (3)
- Scorzonera glabra — Козелец голый (2)
- Tephroseris atropurpurea — Пепельник темно-пурпурный (3)
- Tephroseris igoschinae — Пепельник Игошиной (4)
- Tephroseris tundricola — Пепельник тундровый (3)
- Hackelia deflexa — Гакелия повислоплодная (3)
- Achoriphragma nudicaule — Плоскоплодница голостебельная (3)
- Alyssum obovatum — Бурачок обратнояйцевидный (2)
- Arabidopsis petraea — Резушка каменистая (3)
- Braya purpurascens — Брайя багрянистая (4)
- Draba alpina — Крупка альпийская (3)
- Draba fladnizensis — Крупка фладницийская (3)
- Draba glacialis — Крупка ледниковая (3)
- Draba lactea — Крупка молочнобелая (3)
- Draba nivalis — Крупка снежная (3)
- Draba pauciflora — Крупка малоцветковая (2)
- Erysimum pallasii — Желтушник Палласа (2)
- Eutrema edwardsii — Эвтрема Эдвардса (2)
- Neotorularia humilis — Новоторулярия приземистая (1)
- Schivereckia podolica — Шиверекия подольская (3)
- Thlaspi cochleariforme — Ярутка ложечницевидная (2)
- Cerastium krylovii — Ясколка Крылова (3)
- Dianthus fischeri — Гвоздика Фишера (3)
- Dianthus repens — Гвоздика ползучая (3)
- Eremogone polaris — Пустынница полярная (4)
- Gastrolychnis affinis — Гастролихнис родственный (3)
- Gypsophila uralensis — Качим уральский (2)
- Minuartia rubella — Минуарция красноватая (4)
- Silene amoena — Смолевка приятная (3)
- Silene nutans — Смолевка поникшая (2)
- Silene paucifolia — Смолевка малолистная (3)
- Silene wolgensis — Смолевка волжская (3)
- Viscaria alpina — Смолка альпийская (4)
- Viscaria viscosa — Смолка клейкая (3)
- Helianthemum nummularium — Солнцецвет монетолистный (1)
- Rhodiola quadrifida — Родиола четырехчленная (2)
- Rhodiola rosea — Родиола розовая (3)
- Diapensia lapponica — Диапенсия лапландская (3)
- Succisa pratensis — Сивец луговой (2)
- Elatine hydropiper — Повойничек согнутосемянный (4)
- Cassiope tetragona — Кассиопея четырехгранная (3)
- Astragalus arenarius — Астрагал песчаный (4)
- Astragalus gorodkovii — Астрагал Городкова (1)
- Hedysarum alpinum — Копеечник альпийский (3)
- Lathyrus pisiformis — Чина гороховидная (3)
- Lotus peczoricus — Лядвенец печорский (2)
- Oxytropis ivdelensis — Остролодочник ивдельский (1)
- Oxytropis mertensiana — Остролодочник Мертенса (2)
- Corydalis capnoides — Хохлатка дымянкообразная (3)
- Corydalis solida — Хохлатка плотная (3)
- Gentiana verna — Горечавка весенняя (2)
- Gentianopsis detonsa — Горечавник оголенный (3)
- Gentianopsis doluchanovii — Горечавник Долуханова (1)
- Dracocephalum ruyschiana — Змееголовник Руйша (3)
- Stachys sylvatica — Чистец лесной (3)
- Thymus glabricaulis — Тимьян голостебельный (4)
- Thymus hirticaulus — Тимьян волосистостебельный (4)
- Thymus paucifolius — Тимьян малолистный (4)
- Thymus subarcticus — Тимьян субарктический (4)
- Pinguicula villosa — Жирянка волосистая (3)
- Armeria scabra — Армерия шероховатая (3)
- Linum boreale — Лен северный (2)
- Hypopitys monotropa — Подъельник обыкновенный (3)
- Nymphaea tetragona — Кувшинка четырехгранная (3)
- Epilobium alsinifolium — Кипрей альсинолистный (3)
- Epilobium davuricum — Кипрей даурский (4)
- Boschniakia rossica — Бошнякия русская (2)
- Paeonia anomala — Пион уклоняющийся (3)
- Papaver lapponicum subsp. jugoricum — Мак югорский (2)
- Papaver polare — Мак полярный (4)
- Polemonium boreale — Синюха северная (3)
- Polygala comosa — Истод хохлатый (3)
- Polygala vulgaris — Истод обыкновенный (3)
- Aconogonon riparium — Таран береговой (3)
- Primula farinosa — Примула мучнистая (3)
- Primula pallasii — Примула Палласа (2)
- Chimaphila umbellata — Зимолюбка зонтичная (3)
- Adonis sibirica — Адонис сибирский (1)
- Anemonastrum biarmiense — Ветреник пермский (3)
- Anemone sylvestris — Ветреница лесная (3)
- Anemonoides altaica — Ветреничка алтайская (3)
- Anemonoides nemorosa — Ветреничка дубравная (3)
- Anemonoides ranunculoides — Ветреничка лютиковидная (3)
- Delphinium middendorffii — Живокость Миддендорфа (3)
- Ficaria verna — Чистяк весенний (3)
- Oxygraphis glacialis — Оксиграфис ледниковый (1)
- Pulsatilla patens — Прострел раскрытый (2)
- Ranunculus lingua — Лютик длиннолистный (2)
- Ranunculus sulphureus — Лютик серно-желтый (3)
- Thalictrum aquilegifolium — Василисник водосборолистный (3)
- Trollius apertus — Купальница открытая (4)
- Acomastylis glacialis — Акомастилис ледяной (3)
- Cotoneaster ×antoninae — Кизильник Антонины (3)
- Cotoneaster cinnabarinus — Кизильник киноварно-красный (3)
- Cotoneaster melanocarpus — Кизильник черноплодный (3)
- Dryas punctata — Дриада точечная (3)
- Pentaphylloides fruticosa — Пятилистник кустарниковый (2)
- Potentilla chrysantha — Лапчатка золотистая (3)
- Potentilla erecta — Лапчатка прямостоячая (3)
- Potentilla gelida subsp. boreo-asiatica — Лапчатка североазиатская (3)
- Potentilla kuznetzowii — Лапчатка Кузнецова (3)
- Potentilla nivea — Лапчатка белоснежная (3)
- Potentilla stipularis — Лапчатка прилистниковая (3)
- Salix pulchra — Ива красивая (3)
- Salix recurvigemmis — Ива отогнутопочечная (3)
- Chrysosplenium tetrandrum — Селезеночник четырехтычинковый (4)
- Saxifraga aizoides — Камнеломка жестколистная (3)
- Saxifraga oppositifolia — Камнеломка супротивнолистная (3)
- Saxifraga sibirica — Камнеломка сибирская (3)
- Saxifraga tenuis — Камнеломка тонкая (4)
- Castilleja arctica subsp. vorkutensis — Кастиллея воркутинская (3)
- Castilleja hyparctica — Кастиллея гипоарктическая (3)
- Lagotis uralensis — Лаготис уральский (3)
- Pedicularis amoena — Мытник прелестный (3)
- Pedicularis uralensis — Мытник уральский (1)
- Veronica spicata — Вероника колосистая (3)
- Tilia cordata — Липа мелколистная (3)
- Ulmus laevis — Вяз гладкий (2)
- Viola collina — Фиалка холмовая (3)
- Viola mauritii — Фиалка Морица (3)
- Viola persicifolia — Фиалка персиколистная (2)
- Viola riviniana — Фиалка Ривиниуса (3)
- Viola selkirkii — Фиалка Селькирка (3)
- Viola sergievskiae — Фиалка Сергиевской (3)

### Животные
На 2019 год в Красную книгу внесены 68 видов животных (в скобках указана категория редкости).
- Astacus leptodactylus — Узкопалый речной рак (1)
- Leptoiulus proximus — Лептоюлюс проксимус (3)
- Polyzonium germanicum — Полизиниум германикум (3)
- Ranatra linearis — Ранатра палочковидная (4)
- Calosoma inquisitor — Красотел бронзовый (3)
- Carabus canaliculatus — Жужелица ребристая (4)
- Carabus clathratus — Жужелица золотистоямчатая (3)
- Carabus nitens — Жужелица блестящая (3)
- Carabus regalis — Карабус королевский (3)
- Pterostichus urengaicus — Птеростих уреньгинский (3)
- Dytiscus latissimus — Плавунец широчайший (2)
- Meloe violaceus — Майка фиолетовая (3)
- Tragosoma depsarium — Усач косматогрудый таежный (3)
- Necydalis major — Коротконадкрыл большой (3)
- Myrmeleon formicarius — Муравьиный лев обыкновенный (3)
- Raphidia ophiopsis — Верблюдка тонкоусая (3)
- Semblis phalaenoides — Семблис красивый (3)
- Parnassius mnemosyne — Парусник мнемозина (2)
- Parnassius phoebus — Парусник феб (3)
- Agriades glandon aquilo — Голубянка арктическая (3)
- Polyommatus eros taimyrensis — Голубянка таймырская (3)
- Euphydryas iduna — Шашечница идуна (3)
- Issoria eugenia — Перламутровка благородная (3)
- Clossiana tritonia — Перламутровка тритония (3)
- Pyrgus andromedae — Толстоголовка альпийская (3)
- Saturnia pavonia — Павлиноглазка малая (3)
- Laothoe amurensis — Бражник осиновый (3)
- Bombus modestus — Шмель скромный (2)
- Bombus muscorum — Шмель моховой (3)
- Laphria gibbosa — Лафрия горбатая (3)
- Mallota megiliformis — Маллота мегилиформная (3)

- Acipenser baerii — Сибирский осетр (3)
- Hucho taimen — Таймень (0)
- Salvelinus alpinus — Арктический голец (3)
- Stenodus leucichthys nelma — Нельма (1)
- Thymallus arcticus — Сибирский хариус (3)

- Salamandrella keyserlingii — Сибирский углозуб (3)

- Gavia arctica arctica — Европейская чернозобая гагара (3)
- Podiceps auritus — Красношейная поганка (4)
- Botaurus stellaris — Большая выпь (4)
- Ixobrychus minutus — Малая выпь (4)
- Rufibrenta ruficollis — Краснозобая казарка (3)
- Anser anser — Серый гусь (4)
- Anser erythropus — Пискулька (2)
- Cygnus cygnus — Лебедь-кликун (4)
- Cygnus bewickii — Малый лебедь (5)
- Pandion haliaetus — Скопа (3)
- Circus macrourus — Степной лунь (3)
- Circus aeruginosus — Болотный лунь (4)
- Aquila clanga — Большой подорлик (2)
- Aquila chrysaetos — Беркут (3)
- Haliaeetus albicilla — Орлан-белохвост (3)
- Falco rusticolus — Кречет (2)
- Falco peregrinus — Сапсан (2)
- Falco vespertinus — Кобчик (3)
- Grus grus — Серый журавль (3)
- Haematopus ostralegus longipes — Кулик-сорока (материковый подвид) (3)
- Limosa limosa — Большой веретенник (5)
- Nyctea scandiaca — Белая сова (4)
- Bubo bubo — Филин (2)
- Strix aluco — Серая неясыть (3)
- Strix uralensis — Длиннохвостая неясыть (3)
- Strix nebulosa — Бородатая неясыть (3)
- Lanius excubitor excubitor — Обыкновенный серый сорокопут (3)

- Ochotona hyperborea — Северная пищуха (3)
- Mustela lutreola — Европейская норка (1)
- Meles meles — Европейский барсук (3)
- Rangifer tarandus — Северный олень (дикий) (3)